# Афлевил
Афлевил (фр. Affléville) насеље је и општина у североисточној Француској у региону Лорена, у департману Мерт и Мозел која припада префектури Брије.
По подацима из 2011. године у општини је живело 194 становника, а густина насељености је износила 20,59 становника/km². Општина се простире на површини од 9,42 km². Налази се на средњој надморској висини од 254 метара (максималној 286 m, а минималној 237 m).

## Демографија
| 1962. | 1968. | 1975. | 1982. | 1990. | 1999. | 2011. |
| ----- | ----- | ----- | ----- | ----- | ----- | ----- |
| 224   | 196   | 163   | 179   | 185   | 196   | 194   |

График промене броја становника у току последњих година